# Pristimantis ardyae
Espèce
Pristimantis ardyae est une espèce d'amphibiens de la famille des Craugastoridae.

## Répartition
Cette espèce est endémique d'Équateur.

## Description
L'holotype mâle mesure 19,7 mm.

## Étymologie
Cette espèce est nommée en l'honneur d'Ardy van Ooij.

## Publication originale
- Reyes-Puig, Reyes-Puig & Yánez-Muñoz, 2013 : Ranas terrestres del genero Pristimantis (Anura: Craugastoridae) de la Reserva Ecologica Rio Zunag, Tungurahua, Ecuador: Lista anotada y descripcion de una especie nueva. Avances en Ciencias e Ingenierias, vol. 5, p. B5-B13 (texte intégral).